# Amilcare Bertozzi
Amilcare Bertozzi (Colorno, 17 luglio 1899 – Parma, 29 novembre 1986) è stato un imprenditore italiano.

## Biografia
Amilcare Bertozzi era figlio di Abele Bertozzi e di Gemma Bilzi. Nato a Colorno il 17 luglio 1899 in provincia di Parma, nel 1911 lascia il suo paese natale per trasferirsi con la famiglia in città dove il padre Abele, che fu tra i pionieri italiani dell'industria agroalimentare, in particolare di stagionatura formaggi e conserviero, svilupperà la propria impresa.

Manifesto pubblicitario Parmigiano Reggiano Bertozzi

Allo scoppio della prima guerra mondiale, fu impiegato al fronte in fanteria. Al termine del conflitto, nel 1918, unitamente al fratello Carlo diresse l'azienda del padre Abele, che aveva stabilimenti di stagionatura di formaggi grana a Parma e in Campania.
Negli anni Cinquanta si spostò frequentemente tra l'America e l'Europa per commercializzare e promuovere i prodotti della sua azienda.
Con Carlo fondò  nel 1932 l'Althea SpA all'epoca una delle maggiori del suo settore che diresse fino al 1962 anno della morte del fratello, e creando prodotti di successo, come Sugoro, Parmì e Cremifrutto, e avendo una forza lavoro che variava tra 400-450 persone impiegate.
Sempre con suo fratello Carlo, fu tra i fondatori dell'Istituto Nazionale delle Conserve, nel 1945 dell'Unione Parmense degli Industriali, della Stazione sperimentale per l'industria delle conserve alimentari e del Rotary di Parma.
Dopo il 1962 vendette l'Althea al gruppo olandese Unilever, e in seguito riprese la direzione della ditta fondata dal padre, la Abele Bertozzi.
Creò a Collecchiello, accanto alla villa di sua proprietà, la Simda, un'azienda di zootecnica tra le più all'avanguardia in Italia.
Nel 1985 venne nominato Cavaliere di Vittorio Veneto.
Morì a Parma il 29 novembre 1986.
Ai fratelli Carlo ed Amilcare Bertozzi, il Comune di Parma ha intitolato il nome di una via della città.